# Trzygłów
Trzygłów (deutsch Trieglaff) ist ein Dorf in der polnischen Woiwodschaft Westpommern und gehört zur Stadt- und Landgemeinde Gryfice (Greifenberg in Pommern) im Powiat Gryficki (Kreis Greifenberg).

## Geographische Lage
Trzygłów mit seinen beiden 19,4 Hektar bzw. 33,1 Hektar großen Seen liegt in Hinterpommern, 80 Kilometer von Stettin und 50 Kilometer von Kołobrzeg (Kolberg) entfernt südwestlich der Kreisstadt Gryfice. Die südliche Ortsgrenze ist zugleich die Grenze zur Gmina Płoty (Gemeinde Plathe).

## Ortsname

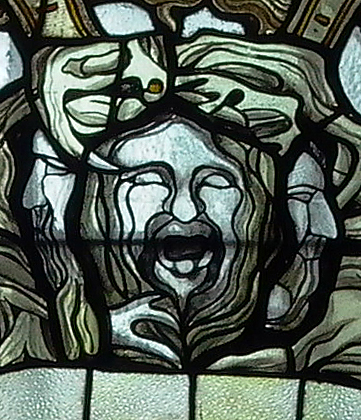
Die drei Gesichter des Gottes Trieglaff im gleichnamigen Schloss

Der deutsche wie der polnische Ortsname gehen zurück auf die slawische Gottheit Triglaw (polnische Schreibweise: „Trzygłów“), für die hier in wendischer Zeit ein Heiligtum stand. An der Stelle der Opferstätte des Triglaw soll im 13. Jahrhundert dann die St.-Elisabeth-Kirche errichtet worden sein. Im Schloss zeigt ein Jugendstil-Fenster noch heute das Bild des Namensgebers.

## Geschichte

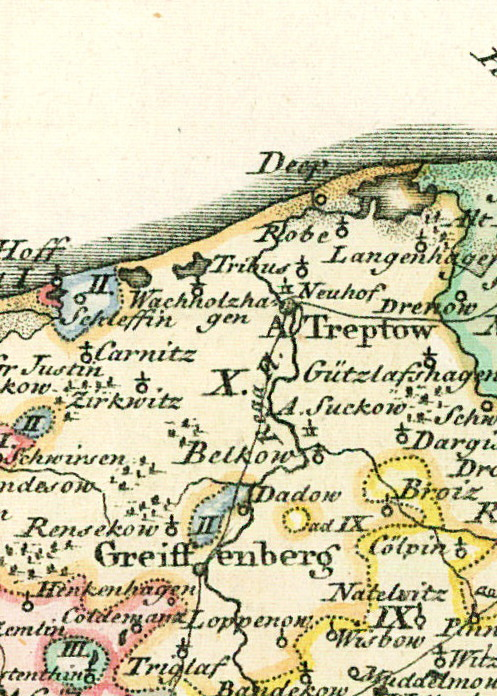
Kirchdorf Trieglaff (damalige Schreibweise Triglaf) südlich von Greifenberg auf einer pommerschen Landkarte von 1794

Im 13. Jahrhundert gehörte das heutige Trzygłów (früher Triglaw, Triglaff, Triglaf, Trieglaff) zum Bistum Cammin und war seit 1297 an den Ritter Siegfried Lode aus dem Weserbergland zur Besetzung mit deutschen Siedlern verliehen worden. Im 14. Jahrhundert war die Familie Lode nicht mehr dort ansässig. Die Familie Mellin übernahm einen Teil des Dorfs. Ein anderer Teil, der zuvor der Stadt Greifenberg gehört hatte, kaufte 1716 für 6350 fl. Nikolaus von Rango und kam so in den Besitz der Familie Rango. Dieser Teil wurde 1774 von Gotthilf Christian Curt von Mellin (1748–1800) ersteigert und so befand sich das gesamte Dorf im Besitz der Familie Mellin.
Später fiel das Gut Trieglaff durch Kauf an die Familie Oertzen, im Speziellen an Heinrich (Victor Siegmund) von Oertzen (* 22. März 1771 Lübbersdorf; † 18. Oktober 1813 Leipzig), Offizier bei der Völkerschlacht 1813 in Leipzig, beigesetzt in der Genezarethkirche Paunsdorf zu Leipzig. Mit seinem Tod kam das Gut unter Vormundschaft und stand einer möglichen Verpachtung zur Verfügung.
Im Jahre 1819 kaufte Adolf von Thadden (1796–1882) das Gut Trieglaff, das er vorher bereits gepachtet hatte. Er kaufte das Gut durch Heirat der ältesten Tochter und anschließender Auszahlung der anderen Schwager gemäß dem Erbrecht, durch Beibringung entsprechender Geldmittel aus der Erbschaft von seinem Vetter Georg Reinhold von Thadden. Im Eigentum seiner Nachfahren blieb es bis 1945.
Im Jahre 1910 wurden in Trieglaff 127 Einwohner gezählt. Ihre Zahl stieg bis 1933 auf 443 und betrug 1939 noch 388.
Bis 1945 gehörte Trieglaff zum Landkreis Greifenberg der preußischen Provinz Pommern. Zur Gemeinde Trieglaff gehörten auch die Wohnplätze Gruchow und Idashof.
Der Ort war Sitz des Amtsbezirks, in den außer Trieglaff auch die Gemeinden Barkow und Batzwitz eingegliedert waren.
1945 kam Trieglaff zu Polen und trug bis 1946 den Namen Trojanowo. Dann wurde es als Trzygłów eine Gemeinde mit den dazugehörigen Ortschaften Jatzel (Jasiel), Rottnow (Rotnowo) und Ribbekardt (Rybokarty). Seit 1973 ist Trzygłów ein Ortsteil der Gmina Gryfice im Powiat Gryficki in der Woiwodschaft Westpommern (1975 bis 1998 Woiwodschaft Stettin) und ist heute ein Schulzenamt (Sołectwo) mit den Ortschaften Grochów (Gruchow) und Rzęsin (Rensin). Hier leben fast 700 Einwohner.

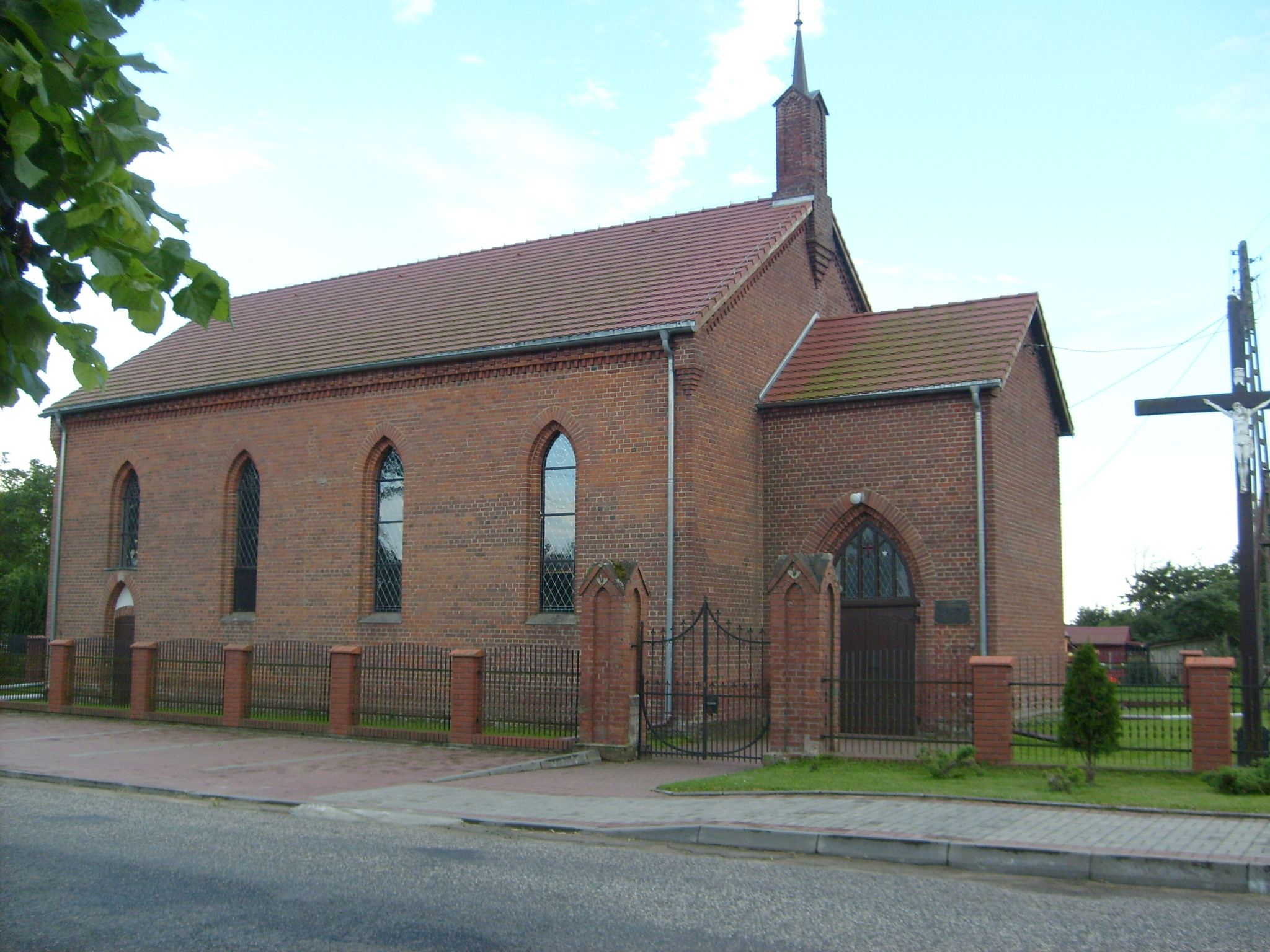
St.-Maria-Magdalenen-Kirche

## Gutsanlage

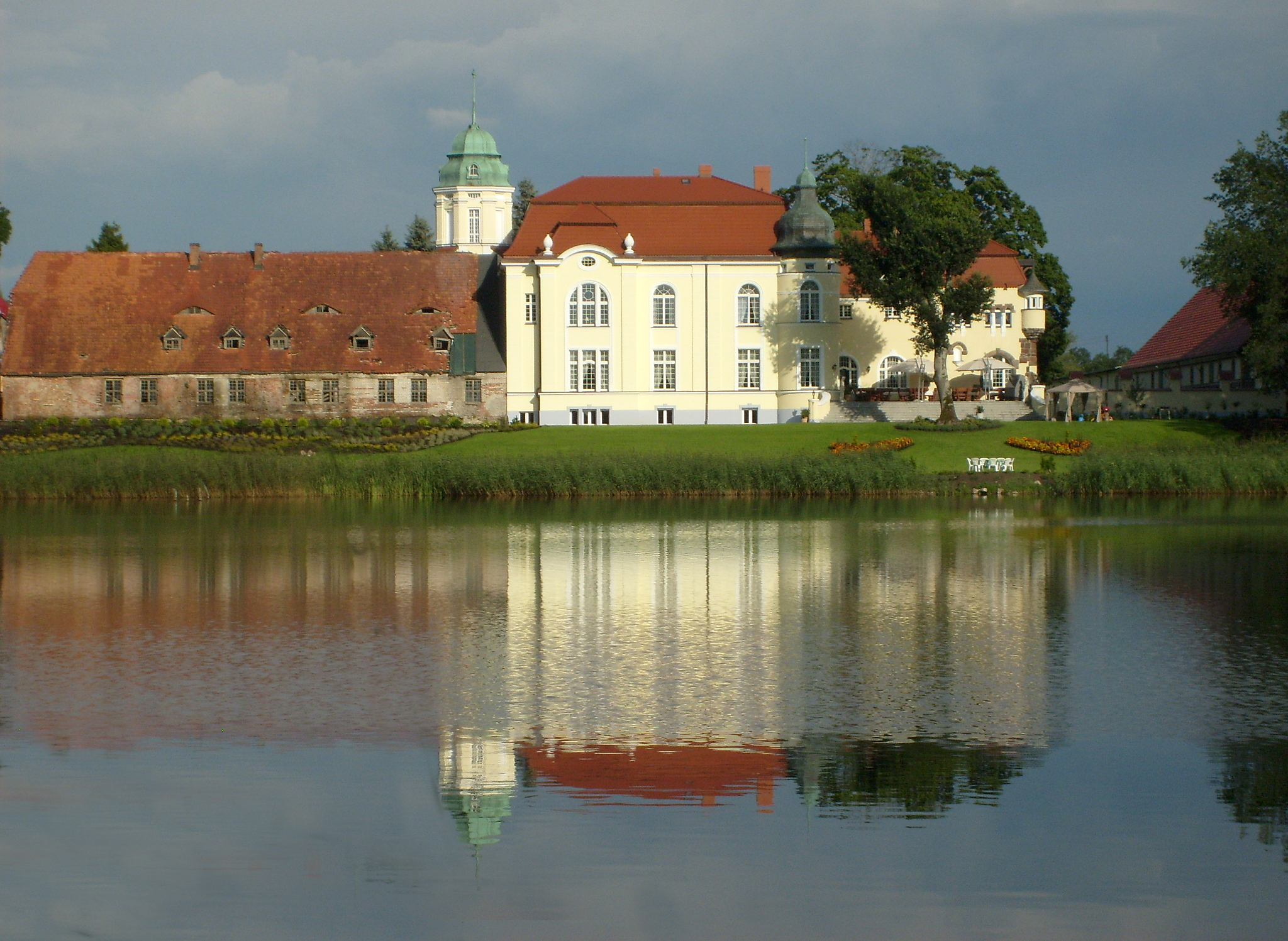
Schloss Trieglaff

Das Herrenhaus des Gutes Trieglaff war ein Fachwerkbau aus dem 17. Jahrhundert und von Henning Christian von Mellin zu einem Barockbau umgebaut worden, an den Adolf von Thadden (1796–1882) zwischen 1840 und 1844 einen Saalbau anfügte.
Adolf von Thadden-Trieglaff (1858–1932) ließ um die Jahrhundertwende ein neues repräsentatives Schloss errichten. Das alte Gutshaus blieb bis 1945 stehen, der Haupttrakt überstand auch den Krieg. Das neue Schloss wurde nach 1945 Wohnsitz für den Verwalter eines polnischen Staatsguts.

## Kirche

### Dorfkirchen
Vor 1945 hatte Trieglaff zwei Gotteshäuser. Zum einen die – 1328 urkundlich genannte und 1949 von abziehenden Russen gesprengte – St.-Elisabeth-Kirche der Preußischen evangelischen Landeskirche, ein spätmittelalterlicher Back- und Feldsteinbau mit sehr hohem Holzturm mit achteckigem Helm und einer reichen Ausstattung, sowie die 1896 errichtete jetzige St.-Maria-Magdalenen-Kirche der Altlutheraner, ein neugotischer Backsteinbau mit einer Apsis und einem mittigen Giebeltürmchen, die heute von der katholischen Gemeinde genutzt wird.

### Erinnerungstafel
Auf Initiative des in Trieglaff geborenen deutschen Historikers Rudolf von Thadden und einiger anderer deutscher und polnischer Bürger wurde 2002 an der Außenwand der Dorfkirche eine Erinnerungstafel angebracht, auf der in polnischer und deutscher Sprache steht:
„Zur Erinnerung an viele Generationen deutscher Trieglaffer, die hier lebten und glücklich waren, und mit guten Wünschen für das Wohlergehen derer, die heute in Trieglaff ihre Heimat haben.“

### Kirchengemeinde
Vor 1945 war die Bevölkerung von Trieglaff überwiegend evangelischer Konfession, wobei es seit Mitte des 19. Jahrhunderts neben der evangelischen Kirchengemeinde auch eine altlutherische Gemeinde gab.
Die evangelische Kirchengemeinde Trieglaff bildete zusammen mit den Kirchengemeinden Zimmerhausen (heute polnisch: Mechowo) und Fier (Wytok) ein eigenes Kirchspiel, in das die Ortschaften Trutzlatz (Truskolas), Zowen (Sowno) und Henningswalde (Łęczna) eingepfarrt waren. Das Kirchspiel lag im Kirchenkreis Greifenberg (Gryfice) im Ostsprengel der Kirchenprovinz Pommern der Kirche der Altpreußischen Union und zählte 1940 insgesamt 1522 Gemeindeglieder, von denen 374 zur Kirchengemeinde Trieglaff rechneten. Das Kirchenpatronat übten die Rittergutsbesitzer von Thadden (Trieglaff) und von Blanckenburg (Zimmerhausen) aus.
Die altlutherische Gemeinde zählte 1940 200 Gemeindeglieder. Trieglaff war zwischen 1895 und 1935 Sitz der Superintendentur der Diözese Pommern dieser Freikirche.
Seit 1945 lebt eine überwiegend katholische Bevölkerung in Trzygłów. Der Ort ist in die Pfarrei Mechowo (Zimmerhausen) in das Dekanat Gryfice im Erzbistum Stettin-Cammin der Katholischen Kirche in Polen eingegliedert. Evangelische Kirchenglieder, die hier wohnen, gehören zum Bezirk der Trinitatiskirchengemeinde in Stettin in der Diözese Breslau der Evangelisch-Augsburgischen Kirche in Polen. Das nächstliegende Gotteshaus ist die Johanneskirche in Trzebiatów (Treptow a.d. Rega).
Historische Prediger
| - Bartholomäus von Quickmann - Matthias Horn, 1588–1637 - Daniel Orthlingius, 1638–? - Andreas Sellin, vor 1656–1683 - Christian Volckmar, 1684–1715 - Joachim Friedrich Titel, 1716–1746 - Christian Gotthilf Titel (Sohn von 6.), 1746–1769 - Christian Gottlieb Braunschweig, 1770–1784 - Karl Ludwig Winckelsesser, 1785–1825 - Johann Heinrich Dummert, 1828–1841 - Leopold Julius Nagel, 1842–1847 | - Johann Heinrich Gadow, 1849–1856 - Albert Zöller, 1856–1857 - Otto Immanuel Friedrich Splittgerber, 1858–1874 - Johannes Brunner, 1874–1881 - Karl August Adolf Kock, 1881–1894 - Adolf Johannes Tischer, 1895–? - Otto Rohnert (altluth.), 1896–1935 - Günther Lütke, 1924–1935 - Joachim Weicker (altluth.), 1935–1945 - Georg Haacke, 1935–1945 |

### Trieglaffer Konferenzen

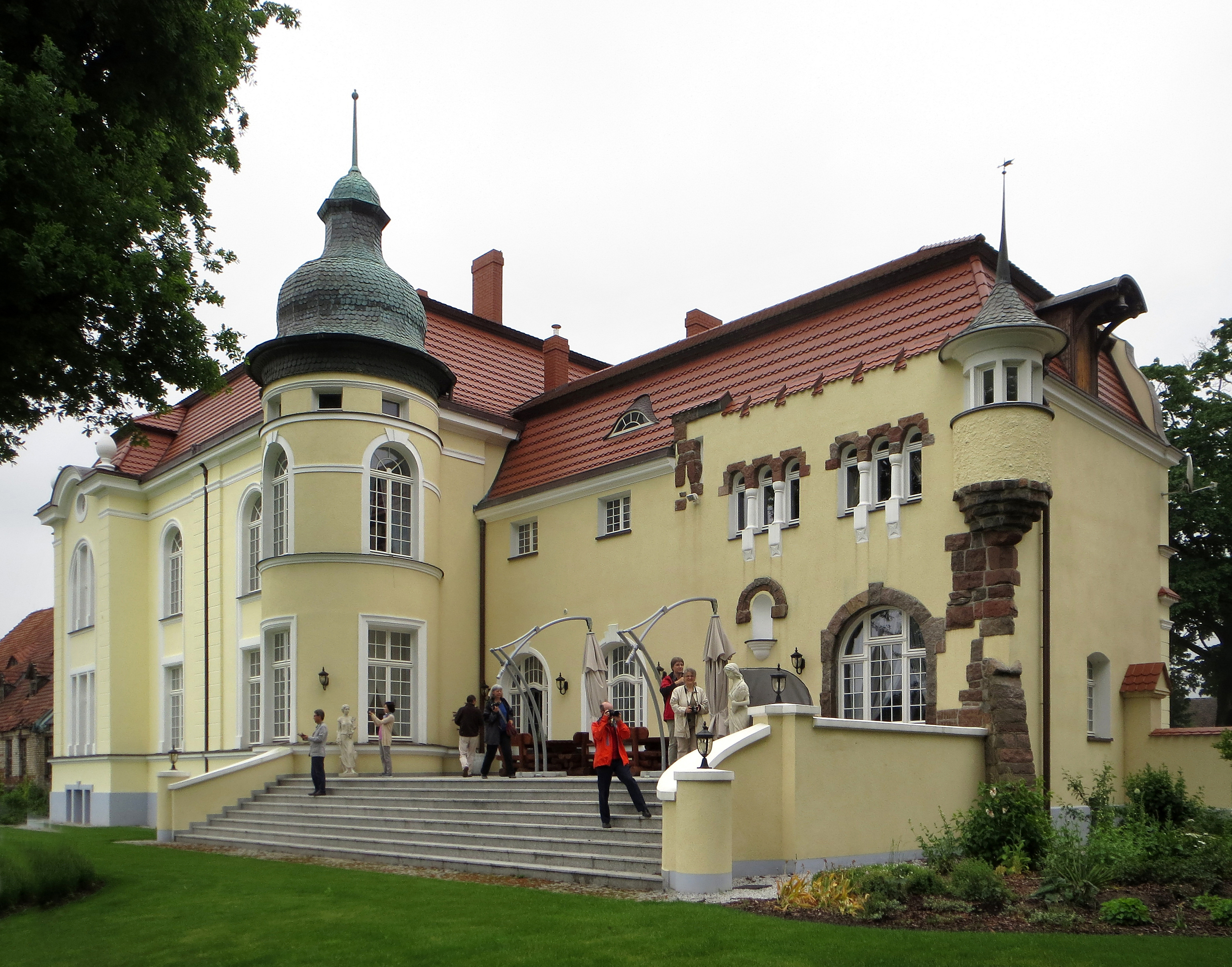
Schloss Trieglaff, 2014

Nach den Befreiungskriegen hatte in Pommern zu Beginn des 19. Jahrhunderts eine Erweckungsbewegung besonders unter dem Adel eingesetzt, die gegen eine „rationalistische“ Kirche und „ungläubige Geistliche“ antrat (Belowsche Bewegung). Zu dieser Bewegung war auch der Gutsbesitzer von Trieglaff, Adolf von Thadden (1796–1882) gestoßen. Aus dieser Bewegung heraus erneuerte sich die pommersche evangelische Kirche, wobei Trieglaff zu einem Mittelpunkt der Bewegung wurde: Von 1829 bis in die 1840er-Jahre organisierte Adolf von Thadden Pfarrerkonferenzen, die über Pommern hinaus bekannten Trieglaffer Konferenzen. Dabei wurde Trieglaff auch zu einem Sammelpunkt amtsenthobener lutherischer Geistlicher, aber auch vieler Anhänger. Auch Otto von Bismarck, der hier 1844 seine spätere Frau Johanna von Puttkamer kennenlernte, besuchte Trieglaff oft und fand hier einerseits die pietistische Form des Glaubens, andererseits aber auch seine Abneigung gegen das Staatskirchentum.
In Trieglaff kam es – wie auch in anderen hinterpommerschen Orten – zu einer Abspaltung der Lutheraner (später Altlutheraner genannt): Aus Protest gegen die Unionsagende trat der seit 1842 amtierende Pfarrer Leopold Julius Nagel 1847 von seinem Amt zurück und stellte sich an die Spitze einer Gemeinde der Evangelisch-Lutherischen Kirche in (Alt-)Preußen (1830 gegründet und 1845 offiziell in Preußen anerkannt). Mit Unterstützung der Patrone von Thadden und von Blanckenburg protestierte er gegen die Einsetzung des landeskirchlichen Pfarrers Johann Heinrich Gadow in Trieglaff, konnte sich jedoch nicht gegen das Konsistorium der Provinz Pommern zu Stettin durchsetzen.

## Verkehr
Trzygłów liegt an einer Nebenstraße, die Gryfice (Greifenberg) mit Mechowo (Zimmerhausen) verbindet und den Anschluss zur Woiwodschaftsstraße 108 (Płoty (Plathe) – Golczewo (Gülzow) – Parłowka (Parlowkrug)) herstellt. Auch führt eine Stichstraße von Trzygłów direkt zur Woiwodschaftsstraße 109, die Płoty mit Gryfice, Trzebiatów (Treptow a.d. Rega) und Mrzeżno (Deep) verbindet.
Die nächste Bahnstation ist das zwei Kilometer von Trzygłów entfernte Baszewice (Batzwitz) an der Bahnstrecke Koszalin–Goleniów (Köslin – Gollnow) der Polnischen Staatsbahn (PKP). Bis 1961 bestand ein drei Kilometer langer direkter Gleisanschluss von Trzygłów an die 1913 von der Greifenberger Kleinbahn errichteten Bahnstrecke von Greifenberg nach Stepenitz (heute polnisch: Stepnica). Er zweigte in Koldemanz (Kołomąć) ab und diente besonders dem Transport von bzw. zu dem Gut. Der Streckenabschnitt ist stillgelegt.

## Persönlichkeiten des Ortes

### Söhne und Töchter des Ortes
- Henning Christian von Mellin (1702–1769), preußischer Oberst und Chef eines Garnisonsregiments
- Gerhard von Thadden (1829–1873), preußischer Rittergutsbesitzer und Politiker
- Adolf Gerhard Ludwig von Thadden (1858–1932), deutscher Verwaltungsjurist, Landrat der Kreise Mohrungen und Greifenberg
- Elisabeth von Oertzen, geborene von Thadden (1860–1944), deutsche Schriftstellerin
- Gottfried Brunner (1880–nach 1942), deutscher Lehrer und Schulbuchautor
- Adolf von Thadden (1921–1996), deutscher Politiker (DKP-DRP, DRP, NPD)
- Maria Wellershoff, geborene von Thadden (* 1922), deutsche Schriftstellerin
- Rudolf von Thadden (1932–2015), deutscher Historiker, Professor für Mittlere und Neuere Geschichte

### Mit dem Ort verbunden
- Adolf von Thadden (1796–1882), seit 1812 Gutsbesitzer auf Trieglaff, konservativer Politiker und Mittelpunkt der pommerschen Erweckungsbewegung
- Elisabeth von Thadden (1890–1944), lebte von 1909 bis 1920 in Trieglaff, in Berlin-Plötzensee ermordete Widerstandskämpferin gegen den Nationalsozialismus
- Reinold von Thadden-Trieglaff (1891–1976), war von 1921 bis 1945 Gutsherr auf Trieglaff, Jurist, Mitunterzeichner der Barmer Theologischen Erklärung, Gründer und erster Präsident des Deutschen Evangelischen Kirchentages
- Ehrengard Schramm geb. von Thadden (1900–1985), lebte von 1909 bis 1920 in Trieglaff, Politikerin (SPD) und Mitglied des Niedersächsischen Landtags